# 陳啟燦
陳啟燦為中國清朝武官官員，本籍湖南。行伍出身的陳啟燦於1762年（乾隆27年）奉旨接替裴鏡，於台灣地區擔任台灣水師協副將。而隸屬台灣鎮之下的此官職是台灣清治時期的這階段，全台灣的海防軍事層級最高武將，其統帥三標水營，數千名水師兵勇。
| 前任： 裴鏡 | 台灣水師協副將 1762年上任 | 繼任： 趙一琴 |